# Ophrys lacaitae
Ophrys lacaitae Lojac. (1909) es una especie de orquídea terrestre de la familia Orchidaceae. 
Su nombre es un homenaje al botánico inglés, de origen italiano, Charles Carmichael Lacaita (1853-1933).

## Distribución y hábitat
Es nativa de Sicilia, Malta y centro de Italia. Se puede encontrar esta orquídea en zonas con escasos arbustos y terrenos descuidado con suelos moderadamente ácidos a una altitud de 1200 metros sobre el nivel del mar.  El área de distribución se extiende por Sicilia y el sur de Italia, donde esta orquídea aparece  en las provincias de Potenza, Salerno, Isernia y Latina.

## Descripción
Es una planta herbácea terrestre bulbosa que alcanza los 15-40 cm de alto. Las flores se agrupan en inflorescencias en número de 4 a 10 y tienen sépalos blancos con tonos verdes, ligeramente curvados en la parte trasera. Los pétalos, de color blanco, son cortos y estrechos con el ápice obtuso. El labelo de color amarillo pálido es trapezoidal, casi glabro, excepto en la gibosidad, con la base  de color marrón brillante con una H, y un característico apéndice hacia arriba.
Florece en primavera. 

## Sinonimia
- Ophrys fuciflora subsp. lacaitae (Lojac.) Soó 1973
- Ophrys holoserica subsp. lacaitae (Lojac.) W.Rossi 1981
- Ophrys oxyrrhynchos subsp. lacaitae (Lojac.) Del Prete 1984

## Nombres comunes
- Alemán: Lacaitas Ragwurz
- Italiano: Ofride di Lacaita

- Datos: Q589457
- Multimedia: Ophrys lacaitae / Q589457